# Exocelina keki
Exocelina keki (лат.) — вид жуков-плавунцов рода Exocelina (Copelatinae, Dytiscidae). Видовое название дано по месту обнаружения типовой серии (Keki Village).

## Распространение
Остров Новая Гвинея: Папуа — Новая Гвинея (Papua New Guinea: Madang, Adelbert Mts, creek near Keki, 04°42.30’S, 145°25.09’E, на высоте 500—1400 м).

## Описание
Мелкие водные жуки красновато-коричневого цвета (ноги светлее), длина тела около 3 мм (от 3,15 до 4,0 мм), округло-овальной вытянутой формы тела; матовые. Усики 11-члениковые. Пятый протарзомер самцов длинный и узкий с более чем 40 передними щетинками и задним рядом из 7 длинных щетинок. Пронотум короткий, надкрылья без бороздок. Крылья хорошо развиты. Связаны с водой. Вид был впервые описан в 2018 году австрийским колеоптерологом Еленой Владимировной Шавердо (Helena Vladimirovna Shaverdo; Naturhistorisches Museum Wien, Вена, Австрия) и немецким энтомологом М. Балком (Michael Balke; Zoologische Staatssammlung München, Мюнхен Германия). Включён в состав видовой группы Exocelina casuarina-group, в которой сходен с видом Exocelina messeri. Видовое название дано по месту обнаружения типовой серии.